# 薛长锐
薛长锐（1991年5月31日—），山东济南人，中国田径运动员，專攻撑竿跳高。个人最好成绩是5.82米。在2013年的亚洲田径锦标赛和2014年的亚洲运动会上夺冠。

## 生涯
薛长锐生于山东省，最初作为跳远运动员出道，17岁时创下7.15米的个人最好成绩。2011年作为撑竿跳高运动员出现，在2011年全国田径大奖赛系列赛（江苏昆山站）上以5.30米获得第三名。2012年，他渐有长进，以5.40米的成绩赢得昆山全国田径锦标赛的亚军，次于同来自山东的同行杨雁盛的个人最好成绩5.60米。
2013年，薛长锐开始自我成长为顶级撑竿跳高运动员。他首次出国比赛就在法兰西讷韦尔的撑竿跳高精英赛巡回赛获得5.75米的个人最好成绩。3月，在全国室内田径赛北京站夺冠，6月更以5.65米的个人室外最好成绩赢得全国田径冠军赛暨大奖总决赛。在2013年亚洲田径锦标赛上，跳跃条件不佳，但他主宰了比赛，以领先亚军陆瑶40厘米的5.60米的成绩赢得金牌。
2013年莫斯科世界田径锦标赛，薛长锐以第十二名进入决赛，得第十二名。
2014年1月19日，在法国新奥尔良举行的国际室内田径运动会上，薛长锐以5.70米的成绩获得撑杆跳高亚军。2月5日，在法国第戎的室内比赛中，薛长锐以5.75米的成绩获得撑杆跳高冠军。5月18日，薛长锐在国际田联钻石联赛上海站以5.62米的成绩获得撑杆跳高第三名。5月21日，薛长锐在国际田联世界田径挑战赛北京站以5.80米的成绩夺得冠军，并打破了杨雁盛保持的中国户外男子撑杆跳5.75米的纪录。9月15日，在马拉喀什举行的国际田联大陆杯上，薛长锐以5.65米的成绩获得男子撑杆跳银牌。在9月28日晚的仁川亚运会男子撑竿跳高决赛中，薛长锐以5.55米夺冠。
2015年5月20日，在北京鸟巢举行的世界田径挑战赛北京站，薛长锐以5.40米的成绩获得撑杆跳高冠军。
2016年1月16日，在法国奥尔良举行的室内撑杆跳高精英赛上，薛长锐以5.81米的成绩夺得冠军，打破了杨雁盛保持的5.80米的全国室内撑杆跳高纪录。6月15日，在法国南锡举行的一场国际田径比赛中，薛长锐以5.75米的成绩获得撑杆跳高冠军。8月14日，里约奥运会男子撑杆跳高决赛中，他在连续跃过5.50米和5.65米横杆后，两次试跳5.75米失利，一次挑战5.85米也未能成功，最终名列第六。
2017年8月8日，伦敦世界田径锦标赛男子撑杆跳高决赛中，他在连续跃过5.50米，5.65米，5.75米和5.82米横杆后，三次试跳5.89米失利，最终名列第四。同时创造了新的全国纪录。

## 竞赛纪录
| 年        | 賽事           | 舉辦城市       | 名次      | 記錄      |           |
| 代表 中国 | 代表 中国      | 代表 中国      | 代表 中国 | 代表 中国 | 代表 中国 |
| --------- | -------------- | -------------- | --------- | --------- | --------- |
| 2013      | 亚洲锦标赛     | 印度浦那       | 第1名     | 5.60 m    |           |
| 2013      | 世界锦标赛     | 俄罗斯莫斯科   | 第12名    | 5.50 m    |           |
| 2014      | 世界室内锦标赛 | 波兰索波特     | 第5名     | 5.75 m    |           |
| 2014      | 亚洲运动会     | 韩国仁川       | 第1名     | 5.55 m    |           |
| 2014      | 洲际杯         | 摩洛哥马拉喀什 | 第2名     | 5.65 m1   |           |
| 2016      | 奥林匹克运动会 | 巴西里约热内卢 | 第6名     | 5.65 m    |           |
| 2017      | 世界锦标赛     | 联合王国伦敦   | 第4名     | 5.82 m    |           |
| 2018      | 世界室内锦标赛 | 联合王国伯明翰 | 第11名    | 5.60 m    |           |

1代表亚洲

## 外部連結
- 薛长锐在World Athletics（英语）
- 薛长锐在Diamond League（英语）
- 薛长锐在Olympedia（英语）
- 薛长锐在Chinese Olympic Committee (archived)（英语）